# (6710) Apostel
(6710) Apostel (1989 GF4) – planetoida z pasa głównego asteroid okrążająca Słońce w ciągu 4,68 lat w średniej odległości 2,8 j.a. Została odkryta 3 kwietnia 1989 roku.